# Каласатама (станция метро)
«Ка́ласатама» (фин. Kalasatama, швед. Fiskhamnen) — станция Хельсинкского метрополитена. Расположена между станциями «Сёрняйнен» (расстояние до неё 1 км 123 м) и «Кулосаари» (расстояние до неё 1 км 816 м). Название станции переводится как «Рыбная гавань».
Расположена в центре Хельсинки на востоке района Сёрняйнен.
Это последняя наземная станция Хельсинкского метрополитена, если двигаться в центр.
Станция открыта для пользования 1 января 2007. Она построена с прицелом на новый жилой микрорайон, который появится на месте порта, который перенесут в другое место, а также с учётом уже существующих окрестных предприятий и жилых домов. Ожидается, что через станцию ежедневно будет проходить 6000 пассажиров, а после постройки микрорайона на набережной Сёрняйнен — 23 000 пассажиров каждый день.
Расходы на сооружение станции составили около 16 миллионов евро. Решение о строительстве было принято в связи с проектом жилого микрорайона, хотя окрестные землевладельцы давно просили город о станции метро и даже обещали заплатить треть расходов. Станция «Каласатама» сооружалась на уже готовых и используемых путях, вот почему к её строительству и проектированию предъявлялось больше требований, чем обычно. Работы велись таким образом, что ни на одном из этапов движение метро нигде не прерывалось. Все работы на путях велись под большим контролем ночью, когда метро не работает.
На станции боковое расположение платформ, поэтому их здесь две. Двери поездов открываются по ходу движения справа. Такое расположение платформ необычно для Хельсинкского метро: оно только здесь и на станции «Итякескус».